# Orungan
Orungan bog opoldanskega sonca in zračnega prostora med nebom in zemljo pri Jorubih v Nigeriji.
Orungan je sin Aganjuja in Jemadže.